# عقد 770
عقد 770 هو عقد امتد بين 1 يناير 770 و31 ديسمبر 779 بحسب التقويم الميلادي. سبقه عقد 760 ولحقه عقد 780.

## أحداث
- معركة باغريفاند (775)
- معركة ممر رونسفال (778)

## مواليد
- محمد بن إبراهيم الوزير (775)
- فلف (778)
- ليون الخامس الأرمني (775)
- عيسى بن زيد الشهيد (774)
- ضريح أحمد السبتي (779)
- يوحنا بن ماسويه (777)
- محمود بن خداش الطالقاني (776)
- طاهر بن الحسين (776)
- أبو دلامة (777)
- بيبين من إيطاليا (777)
- ستوراكيوس (775)

## وفيات
- شعبة بن الحجاج (777)
- رولاند (778)
- مينا الأول (776)
- حميد بن قحطبة (776)
- كارلومان الأول ملك فرنسا (771)
- نوبخت (777)
- سفيان الثوري (778)
- عمر بن حفص المهلبي (771)
- عبد الرحمن الأوزاعي (774)
- إبراهيم الفزاري (777)
- عكرمة بن عمار (775)

## كتب
- Yves Denis Papin (1998). Chronologie de l'histoire ancienne. Lieu de publication non identifié: Éditions Jean-paul Gisserot. ISBN:2-87747-346-5. OCLC:40746926. مؤرشف من الأصل في 2022-03-16.
- موسوعة حضارة العالم (2002) لأحمد محمد عوف.

## روابط خارجية
- تصفح سنة بسنة عقد 770 على موقع onthisday.com
- تصفح سنة بسنة عقد 770 ابتداءً من سنة عقد 770 على موقع المكتبة الوطنية الفرنسية